# Савчук Оксана Василівна (співачка)
Савчук Оксана Василівна (нар. 1 січня 1963, Кіцмань) — солістка-вокалістка фольклорного дуету «Писанка». ЇЇ називають коштовною перлиною національної культури, ангелом української пісні. Берегиня народних пісень, разом з віртуозом- цимбалістом народним артистом України Іваном Кавацюком — унікальний на світових теренах — дует «Писанка». Народна артистка України (2015).

## Біографія
Оксана Василівна Савчук народилася 1 січня 1963 року в м. Кіцмань Чернівецької областіі в тому ж мальовничому містечку, що й композитор Володимир Івасюк. Уже з дитинства мріяла стати співочим послідовником свого земляка. Від батька -матері, від краян переймала сотні пісень, та головне-манеру виконання, коли звучить не просто голос, а душа. У 1980 р.вступає на акторський факультет Київського інституту театрального мистецтва ім. Карпенка -Карого. Навчаючись тут, водночас бере уроки вокального співу у студії хору ім. Г.Верьовки.
Після закінчення акторського факультету Київського інституту театрального мистецтва імені І.Карпенка-Карого з відзнакою в 1984 році, працює редактором Чернівецького державного телебачення, записує сотні пісень, балад і легенд Буковини, за що в 1986 р. відзначена премією ім. К.Галкіна, а за пропаганду української народної пісні та за активну концертну діяльність -премію ім. В.Івасюка.
В 1989 році Оксана Савчук стала лауреатом Першого Всеукраїнського фестивалю «Червона рута», де знайомиться з музикантом-цимбалістом Іваном Кавацюком. Через рік вони створюють при Чернівецькій філармонії дует «Писанка», який швидко завоював популярність на Буковині та за її межами.З великим успіхом презентують своє мистецтво в США й Канаді, Франції й Фінляндії, Австрії й Німетччині, Італії й Їзраїлі, Швеції й Туркменістані, Чехії, Угорщині, Польщі, Румунії, Греції, Словенії на Аландських островах, піднявши українську народну пісню та музику на рівень світової слави.
У доробку О.Савчук (разом з І.Кавацюком) десятки музичних альбомів, виданих в Україні (1992, 1996,1997, 2003,2016). Канаді (1994, 1995), США (1993, 2010,2015), Італії(2001), Фінляндії(2010, 2012). , фільмів, телерадіопрограм. Записи їхніх музичних творів занесено до золотого фонду телерадіокомпаній світу.
В їх репертуарі сотні українських народних пісень, дум, балад, романсів, інструментальної музики. Широке визнання у виконанні Оксани та Івана здобули самобутні пісні В.Івасюка, П.Дворського, отця В.Сиротюка. Вони єдині, а через те й перші, хто простелив українську стежину у світ сучасної духовної пісні. Саме «Писанка» повернула нам оте родинне єднання, яким неповторно -сильні свята Різдва та Великодня. Їхні традиційні концертно-телевізійні програми стали найпомітнішим явищем у житті краю й збирають справжні аншлаги.
Оксана Савчук удостоєна мистецьких премій ім. К.Галкіна (1986), В.Івасюка (1988), їм. С.Воробкевича (2000) та Міжнародної премії „Дружба"(1996), знаком «Відмінник освіти України», нагороджена подяками Президента України (1999) та Міністерства культури і мистецтв України (2000)
- 2000 — «Почесний громадянин м.Кіцмань»,
- 2003 — медаль «Божої Матері»,
- 2008 — медаль «На славу Чернівців»,
- 2008 — орден княгині Ольги III ступеня,
- 2010 — медаль Святого Георгія,
- 2013 — Почесна відзнака "За заслуги перед містом Чернівці,
- 2015 — почесне звання «Народна артистка України»,
- 2016 — медаль «За заслуги перед Коломийщиною»,
- 2016 — звання « Почесний громадянин Буковини»,
- 2017 — медаль «За благодійну діяльність»,
- 2017 — грамота та медаль Верховної Ради України «За заслуги перед Українським народом».